# Václav Pilař
Václav Pilař, né le 13 octobre 1988 à Chlumec nad Cidlinou en Tchécoslovaquie, est un footballeur international tchèque. Il évolue au poste de milieu gauche au FC Hradec Králové.

## Biographie

### En club
Né à Chlumec nad Cidlinou en Tchécoslovaquie, Václav Pilař est notamment formé par le FC Hradec Králové, avec lequel il commence sa carrière professionnelle.
En novembre 2011 est annoncé le transfert de Václav Pilař au VfL Wolfsburg. En janvier 2012, il est annoncé que Pilař rejoindra finalement Wolfsburg à l'été 2012, après l'Euro 2012.
Lors de l'été 2022, Václav Pilař fait son retour au Viktoria Plzeň. Le transfert est annoncé dès le 23 mai 2022, et il signe un contrat d'un an, soit jusqu'en juin 2023.
Václav Pilař fait son retour dans le club de ses débuts, le FC Hradec Králové, lors de l'été 2023, douze ans après l'avoir quitté. Le transfert est annoncé le 16 juin 2023 et il signe un contrat de deux ans, soit jusqu'en juin 2025.

### En sélection
Le 4 juin 2011, il reçoit sa première sélection en équipe de Tchéquie, lors du match Pérou - Tchéquie à Matsumotodaira Stadium (0-0).
Le 29 mai 2012, le sélectionneur Michal Bílek annonce que Václav est retenu dans la liste des 23 joueurs pour jouer l'Euro 2012. Le 8 juin 2012, il marque le premier but de l'équipe de Tchéquie à l'Euro 2012 face à la Russie. Il récidive face à la Grèce lors du match suivant. 

## Palmarès
Hradec Králové
- Champion de Tchéquie de D2 en 2010.

 Viktoria Plzen
- Champion de Tchéquie en 2015 et 2018

## Statistiques détaillées

### En club
| Saison                | Club                  | Championnat           | Championnat | Championnat | Coupe(s) nationale(s) | Coupe(s) nationale(s) | Compétition(s) continentale(s) | Compétition(s) continentale(s) | Compétition(s) continentale(s) | Sélection    | Sélection | Sélection | Total | Total |
| Saison                | Club                  | Division              | M.          | B.          | M.                    | B.                    | Comp.                          | M.                             | B.                             | Équipe       | M.        | B.        | M.    | B.    |
| 2006 - 2007           | Hradec Králové        | 2                     | 27          | 2           | -                     | -                     | -                              | -                              | -                              | -            | -         | -         | 27    | 2     |
| 2007 - 2008           | Hradec Králové        | 2                     | 21          | 7           | -                     | -                     | -                              | -                              | -                              | -            | -         | -         | 21    | 7     |
| 2008 - 2009           | Hradec Králové        | 2                     | 9           | 0           | -                     | -                     | -                              | -                              | -                              | -            | -         | -         | 9     | 0     |
| 2009 - 2010           | Hradec Králové        | 2                     | 26          | 11          | 2                     | 0                     | -                              | -                              | -                              | -            | -         | -         | 28    | 11    |
| 2010 - 2011           | Hradec Králové        | 1                     | 28          | 3           | -                     | -                     | -                              | -                              | -                              | Rep. tchèque | 2         | 0         | 30    | 3     |
| 2011 - 2012           | Viktoria Plzeň        | 1                     | 25          | 7           | 2                     | 0                     | C1+C3                          | 12+2                           | 3+0                            | Rep. tchèque | 11        | 3         | 52    | 13    |
| 2012 - 2013           | VfL Wolfsburg         | 1                     | 0           | 0           | -                     | -                     | -                              | -                              | -                              | Rep. tchèque | 1         | 0         | 1     | 0     |
| Total sur la carrière | Total sur la carrière | Total sur la carrière | 136         | 30          | 4                     | 0                     | -                              | 14                             | 3                              | 0            | 14        | 3         | 168   | 36    |

### Buts internationaux
| Buts (3) en sélection de Václav Pilař au 12 juin 2012 | Buts (3) en sélection de Václav Pilař au 12 juin 2012 | Buts (3) en sélection de Václav Pilař au 12 juin 2012 | Buts (3) en sélection de Václav Pilař au 12 juin 2012 | Buts (3) en sélection de Václav Pilař au 12 juin 2012 | Buts (3) en sélection de Václav Pilař au 12 juin 2012 | Buts (3) en sélection de Václav Pilař au 12 juin 2012 |
|                                                       | Date                                                  | Lieu                                                  | Adversaire                                            | Score                                                 | Résultat                                              | Compétition                                           |
| ----------------------------------------------------- | ----------------------------------------------------- | ----------------------------------------------------- | ----------------------------------------------------- | ----------------------------------------------------- | ----------------------------------------------------- | ----------------------------------------------------- |
| 1.                                                    | 11 novembre 2011                                      | Generali Arena, Prague (Tchéquie)                     | Monténégro                                            | 1-0                                                   | 2 - 0                                                 | Éliminatoires Euro 2012                               |
| 2.                                                    | 8 juin 2012                                           | Stade municipal, Wrocław (Pologne)                    | Russie                                                | 1-2                                                   | 1 - 4                                                 | Euro 2012                                             |
| 3.                                                    | 12 juin 2012                                          | Stade municipal, Wrocław (Pologne)                    | Grèce                                                 | 0-2                                                   | 2 - 1                                                 | Euro 2012                                             |